# Nogami-Linie
| Bahnhof Hikata (vor 1994) |                      |                         |                  |
| Streckenlänge: | 11,4 km              |                         |                  |
| Spurweite: | 1067 mm (Kapspur)    |                         |                  |
| Stromsystem: | 600 V =              |                         |                  |
| Zweigleisigkeit: | nein                 |                         |                  |
| |                      |                         |                  |
| Gesellschaft: | Nogami Denki Tetsudō |                         |                  |
| \| \| 0,0 \| Hikata (日方) \| 1916–1994 \| \| \| 0,2 \| Renrakuguchi (連絡口) \| 1949–1994 \| \| \| \| Kainan (海南) \| 1929– \| \| \| \| Kisei-Hauptlinie \| \| \| \| 1,2 \| Kasuga-mae (春日前) \| 1916–1994 \| \| \| 2,0 \| Hatagawa (幡川) \| 1916–1994 \| \| \| \| Hikata-gawa \| \| \| \| 3,8 \| Shikone (重根) \| 1916–1994 \| \| \| 5,0 \| Kii-Sakai (紀伊阪井) \| 1916–1994 \| \| \| \| Kameno-kawa \| \| \| \| 6,5 \| Okinono (沖野々) \| 1916–1994 \| \| \| \| Kishi-gawa \| \| \| \| 7,3 \| Nogaminaka (野上中) \| 1916–1994 \| \| \| 8,0 \| Kitayama (北山) \| –1994 \| \| \| 8,5 \| Hachimanbaba (八幡馬場) \| 1916–1994 \| \| \| 8,8 \| Kii-Nogami (紀伊野上) \| 1916–1994 \| \| \| \| Shibame-gawa \| \| \| \| 9,5 \| Todoroki (動木) \| 1928–1994 \| \| \| 9,9 \| Ryūkōji-mae (龍光寺前) \| 1928–1994 \| \| \| 10,5 \| Shimosasa (下佐々) \| 1928–1994 \| \| \| 11,4 \| Tozanguchi (登山口) \| 1928–1994 \| |                      |                         |                  |
| Strecke · Kopfbahnhof Streckenanfang (Strecke außer Betrieb) · Betriebs-/Güterbahnhof Streckenanfang (Strecke außer Betrieb) | 0,0                  | Hikata (日方)           | 1916–1994        |
| Strecke · Haltepunkt / Haltestelle (Strecke außer Betrieb) · Strecke (außer Betrieb) | 0,2                  | Renrakuguchi (連絡口)   | 1949–1994        |
| Bahnhof |                      | Kainan (海南)           | 1929–            |
| Strecke nach rechts · Strecke (außer Betrieb) |                      | Kisei-Hauptlinie        | Kisei-Hauptlinie |
| Haltepunkt / Haltestelle (Strecke außer Betrieb) | 1,2                  | Kasuga-mae (春日前)     | 1916–1994        |
| Haltepunkt / Haltestelle (Strecke außer Betrieb) | 2,0                  | Hatagawa (幡川)         | 1916–1994        |
| Brücke über Wasserlauf (Strecke außer Betrieb) |                      | Hikata-gawa             | Hikata-gawa      |
| Bahnhof (Strecke außer Betrieb) | 3,8                  | Shikone (重根)          | 1916–1994        |
| Haltepunkt / Haltestelle (Strecke außer Betrieb) | 5,0                  | Kii-Sakai (紀伊阪井)    | 1916–1994        |
| Brücke über Wasserlauf (Strecke außer Betrieb) |                      | Kameno-kawa             | Kameno-kawa      |
| Haltepunkt / Haltestelle (Strecke außer Betrieb) | 6,5                  | Okinono (沖野々)        | 1916–1994        |
| Brücke über Wasserlauf (Strecke außer Betrieb) |                      | Kishi-gawa              | Kishi-gawa       |
| Haltepunkt / Haltestelle (Strecke außer Betrieb) | 7,3                  | Nogaminaka (野上中)     | 1916–1994        |
| Bahnhof (Strecke außer Betrieb) | 8,0                  | Kitayama (北山)         | –1994            |
| Haltepunkt / Haltestelle (Strecke außer Betrieb) | 8,5                  | Hachimanbaba (八幡馬場) | 1916–1994        |
| Bahnhof (Strecke außer Betrieb) | 8,8                  | Kii-Nogami (紀伊野上)   | 1916–1994        |
| Brücke über Wasserlauf (Strecke außer Betrieb) |                      | Shibame-gawa            | Shibame-gawa     |
| Haltepunkt / Haltestelle (Strecke außer Betrieb) | 9,5                  | Todoroki (動木)         | 1928–1994        |
| Haltepunkt / Haltestelle (Strecke außer Betrieb) | 9,9                  | Ryūkōji-mae (龍光寺前)  | 1928–1994        |
| Haltepunkt / Haltestelle (Strecke außer Betrieb) | 10,5                 | Shimosasa (下佐々)      | 1928–1994        |
| Kopfbahnhof Streckenende (Strecke außer Betrieb) | 11,4                 | Tozanguchi (登山口)     | 1928–1994        |

Die Nogami-Linie (jap. 野上線 Nogami-sen) war eine Eisenbahnstrecke auf der japanischen Insel Honshū. Sie wurde von der Bahngesellschaft Nogami Denki Tetsudō betrieben und verlief vollständig auf dem Stadtgebiet von Kainan in der Präfektur Wakayama.

## Streckenbeschreibung
Die 11,4 km lange Strecke war in Kapspur (1067 mm) verlegt, eingleisig und mit 600 V Gleichspannung elektrifiziert. Sie bediente 15 Bahnhöfe und Haltestellen, wobei Ausweichen an drei Stellen Zugkreuzungen ermöglichten. Westlicher Ausgangspunkt war der nordöstlich des Stadtzentrums gelegene Bahnhof Hikata. Er diente auch dem Güterverkehr und verfügte zu diesem Zweck über eine Gleisverbindung zur Kisei-Hauptlinie. Die Strecke führte zunächst etwa 200 Meter südwärts zur Haltestelle Renrakiguchi. Diese lag neben dem Bahnhof Kainan und war nur für umsteigende Fahrgäste zwischen Kisei-Hauptlinie und Nogami-Linie zugänglich. Unmittelbar darauf bog die Strecke nach Osten ab. Sie verlief leicht ansteigend durch die Vororte Kainans und das Hikata-Tal bis zum Endbahnhof Tozanguchi.

## Bilder

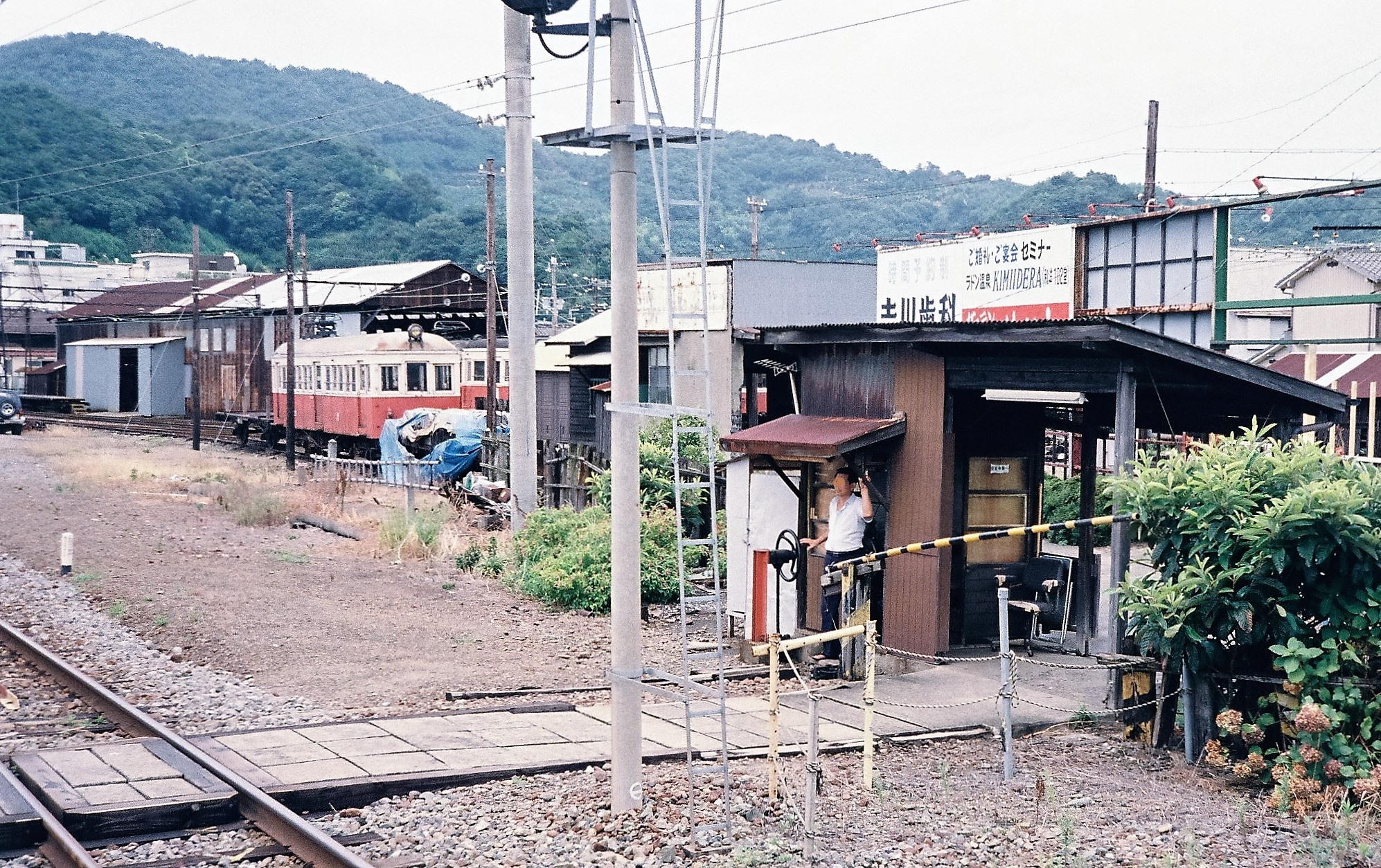
Haltestelle Renrakiguchi (1992)
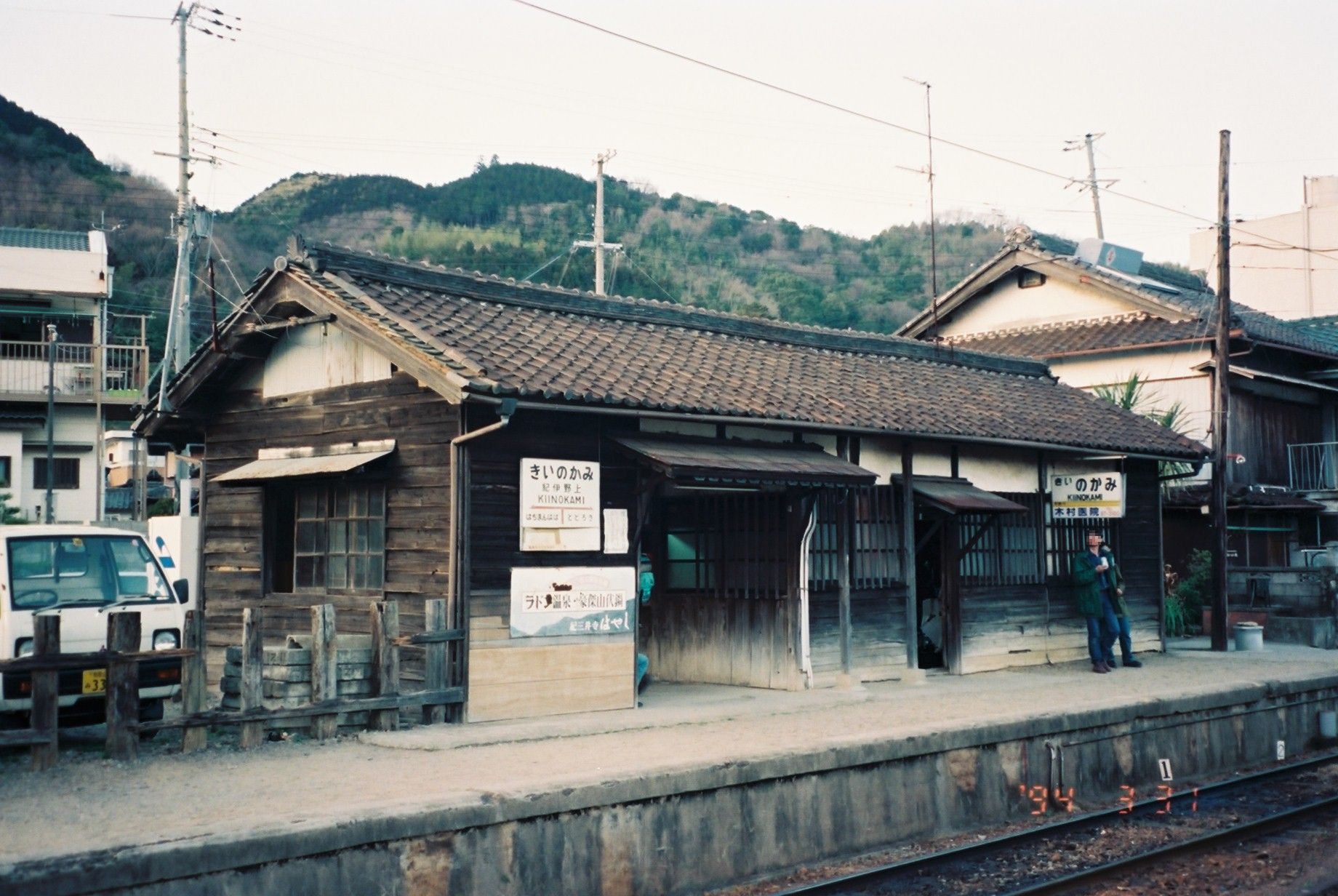
Bahnhof Kii-Nogami (1994)
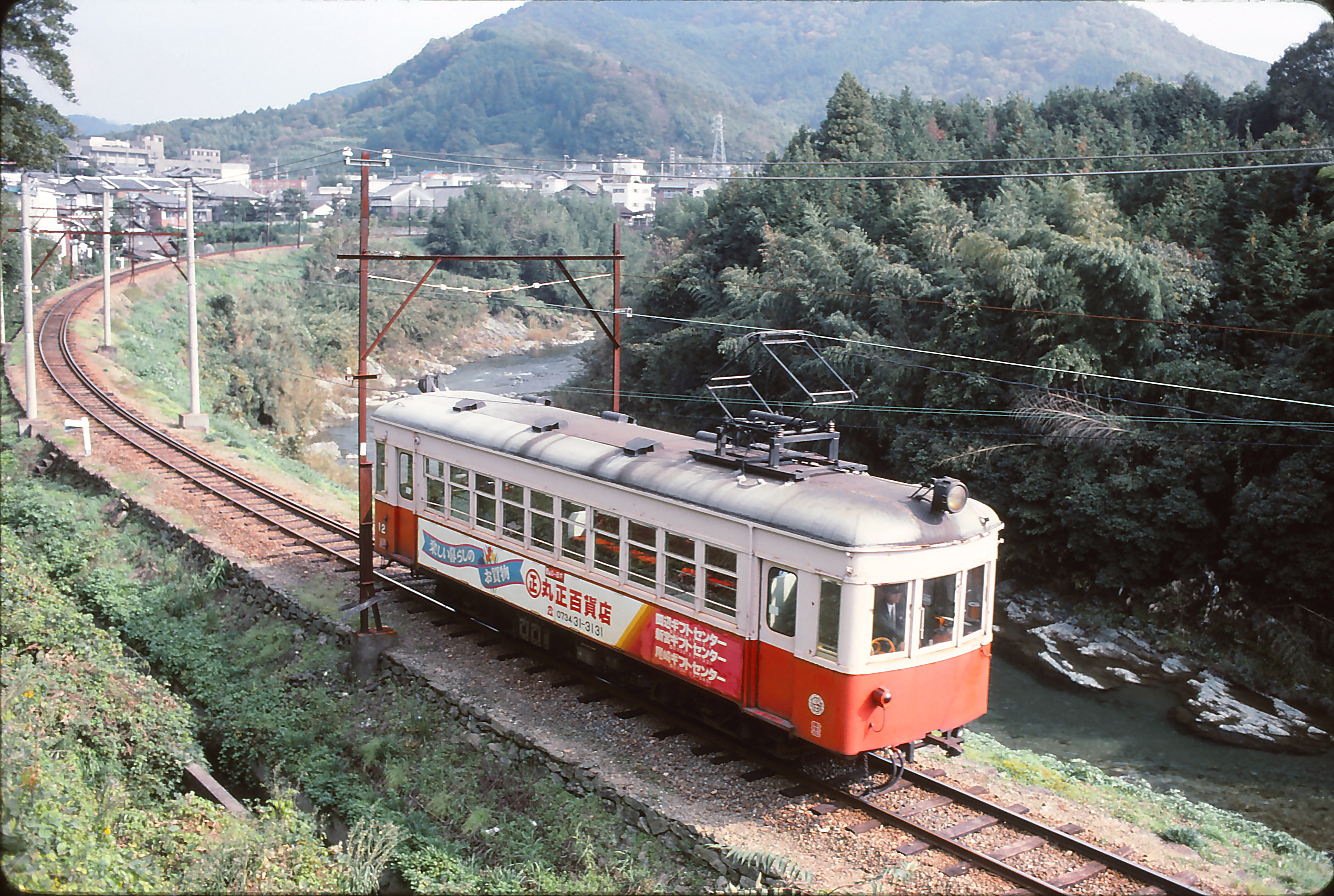
Triebwagen der Baureihe De10 (1990)
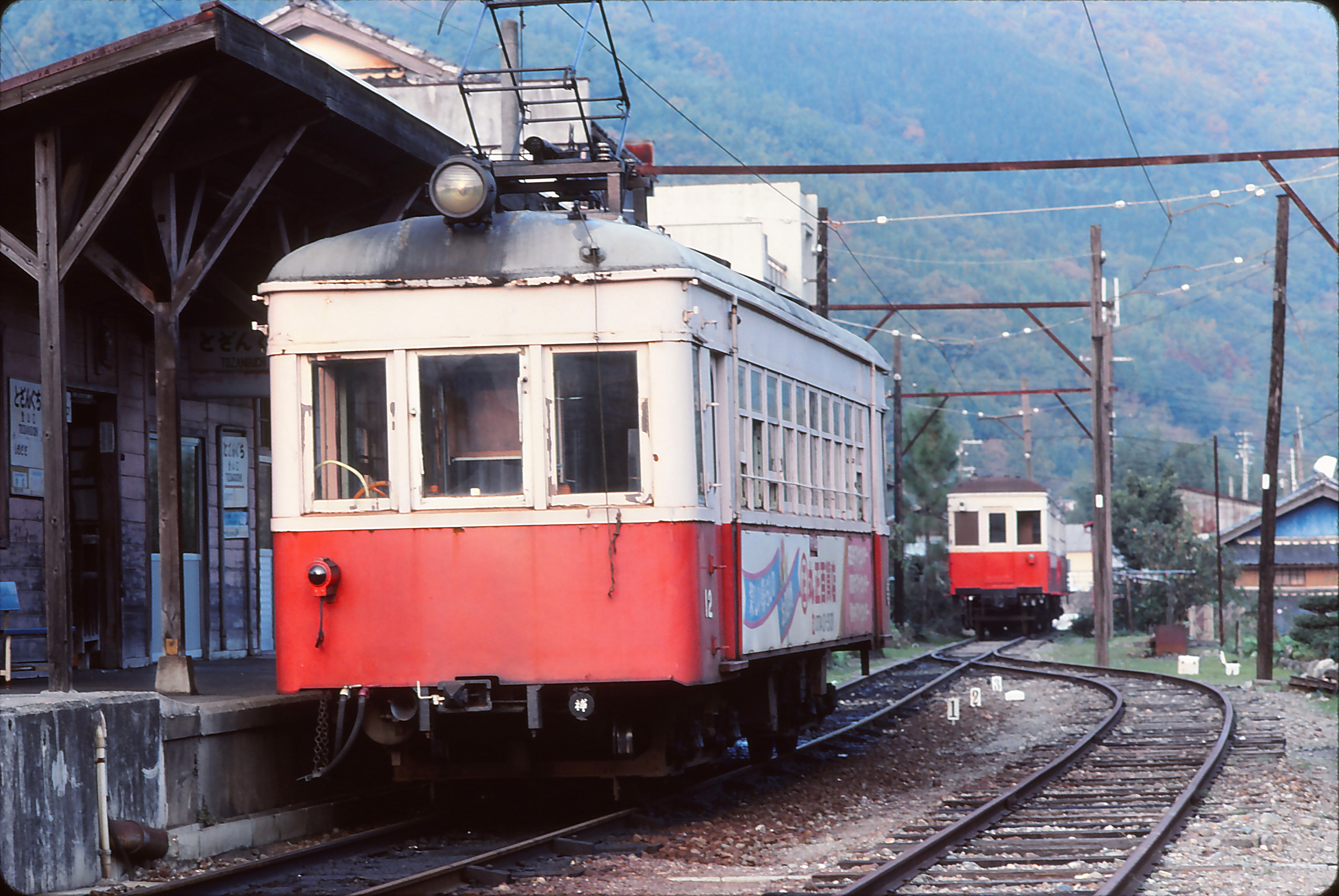
Bahnhof Tozanguchi (1990)

## Geschichte

Emblem der Nogami Denki Tetsudō

Am 3. August 1913 wurde die Bahngesellschaft Nogami Denki Tetsudō mit der Absicht gegründet, eine elektrische Lokalbahn durch das Hikata-Tal im Nordwesten der Kii-Halbinsel zu errichten. Sie sollte nicht nur Fahrgäste zum Hafen von Hikata (seit 1934 zu Kainan gehörend) befördern, sondern auch Spezialprodukte wie Scheuerbürsten oder Seile transportieren. Am 4. Februar 1916 eröffnete sie den ersten Abschnitt der Nogami-Linie vom Bahnhof Hikata nach Kii-Nogami. Der Ausgangspunkt der Strecke lag an einem kleinen Kanal, wo die Waren auf Schiffe verladen werden konnten. Bei der Nogami-Linie handelte es sich zunächst um einen vom übrigen japanischen Schienennetz isolierten Inselbetrieb. Erst 1929 erreichte die Kisei-Hauptlinie den Ort von Wakayama her; allerdings errichtete das Eisenbahnministerium den Bahnhof Kainan etwa 200 Meter südlich des Bahnhofs Hikata, was das Umsteigen umständlich machte.
1922 erhielt die Nogami Denki Tetsudō die Lizenz zur Verlängerung ihrer Strecke bis zum Berg Kōya-san, auf dem sich eine bedeutende buddhistische Tempelanlage befindet. Da die Lizenz drei Jahre lang ungenutzt blieb, verfiel sie drei Jahre später teilweise wieder und war nur noch für den Talbereich gültig. Am 10. September 1928 erfolgte die Verlängerung der Strecke von Kii-Nogami nach Tozanguchi. Erneut erhielt die Nogami Denki Tetsudō eine Lizenz für den Streckenbau auf den Kōya-san zugesprochen und begann 1930 mit den Bauarbeiten. Aufgrund von Meinungsverschiedenheiten zwischen den Aktionären und innerhalb des Unternehmensleitung wurde der Bau jedoch gestoppt und die Genehmigung lief 1931 endgültig aus.
Die Japanische Staatsbahn empfand die Umsteigesituation zur Nogami-Linie als unbefriedigend, weshalb sie die Nogami Denki Tetsudō darum bat, einen zusätzlichen Bahnsteig neben dem Bahnhof Kainan zu errichten. Diese nahm 1949 die Haltestelle Renrakiguchi (連絡口) in Betrieb, die ausschließlich umsteigenden Fahrgästen vorbehalten war. Ab 3. März 1934 stand auch ein Verbindungsgleis zur Kisei-Hauptlinie zur Verfügung, um die gegenseitige Übergabe von Güterwagen zu ermöglichen. Das Unternehmen, das keiner großen privaten Eisenbahngesellschaft angegliedert war, geriet aufgrund der einsetzenden Massenmotorisierung in finanzielle Schwierigkeiten und sah sich gezwungen, am 1. Juni 1971 den Güterverkehr aufzugeben. Einen Monat später fiel der Beschluss, die Strecke mittelfristig stillzulegen. Die Ölkrise von 1973 führte jedoch vorübergehend zu einem Umdenken und die Nogami-Linie blieb vorläufig weiter bestehen.
Verschiedene Rationalisierungsmaßnahmen in den 1980er Jahren änderten nichts an der finanziellen Schieflage des Unternehmens. Der Zustand der Anlagen verschlechterte sich zusehends und es waren keine finanziellen Reserven vorhanden, um die Strecke einer grundlegenden Modernisierung zu unterziehen. 1992 überarbeitete die Regierung ihr Subventionsprogramm für lokale Eisenbahnen. Dies führte seitens der Nogami Denki Tetsudō zum Entschluss, die Bahnstrecke stillzulegen und alle Buslinien an andere Unternehmen zu übertragen. Dies geschah am 1. April 1994. Die Liquidation zog sich bis August 1999 hin, worauf das Unternehmen sich auflöste.

## Liste der Bahnhöfe
| Name                    | km   | Anschlusslinien                     | Lage   | Ort    |
| ----------------------- | ---- | ----------------------------------- | ------ | ------ |
| Hikata (日方)           | 00,0 |                                     | Koord. | Kainan |
| Renrakuguchi (連絡口)   | 00,2 | im Bahnhof Kainan: Kisei-Hauptlinie | Koord. | Kainan |
| Kasuga-mae (春日前)     | 01,2 |                                     | Koord. | Kainan |
| Hatagawa (幡川)         | 02,0 |                                     | Koord. | Kainan |
| Shikone (重根)          | 03,8 |                                     | Koord. | Kainan |
| Kii-Sakai (紀伊阪井)    | 05,0 |                                     | Koord. | Kainan |
| Okinono (沖野々)        | 06,5 |                                     | Koord. | Kainan |
| Nogaminaka (野上中)     | 07,3 |                                     | Koord. | Kainan |
| Kitayama (北山)         | 08,0 |                                     | Koord. | Kainan |
| Hachimanbaba (八幡馬場) | 08,5 |                                     | Koord. | Kainan |
| Kii-Nogami (紀伊野上)   | 08,8 |                                     | Koord. | Kainan |
| Todoroki (動木)         | 09,5 |                                     | Koord. | Kainan |
| Ryūkōji-mae (龍光寺前)  | 09,9 |                                     | Koord. | Kainan |
| Shimosasa (下佐々)      | 10,5 |                                     | Koord. | Kainan |
| Tozanguchi (登山口)     | 11,4 |                                     | Koord. | Kainan |